# Supraseljski kodeks
Supraseljski kodeks (imenovan tudi Retkov zbornik) je starocerkvenoslovanski cirilski rokopis iz konca 10. stoletja. Velja za najobširnejši preostanek starocerkvenoslovanskega kanonskega slovstva in najstarejši ohranjeni pisni dokument v slovanskem jeziku. Imenuje se po Supraseljskem samostanu pri Białystoku. Od 20. septembra 2007 je na UNESCOvem seznamu Spomini sveta.

## Opis
Rokopis sestoji iz 285 listov finega pergamenta in je po obliki menajon za mesec marec v stilu bizantinskih rokopisov iz tiste dobe. Po vsebini je priročnik za molitve in branja v predvelikonočnem času. Vsebuje tudi 24 življenjepisov krščanskih svetnikov in 23 pridig. Med temi so podani trije spisi Janeza Zlatousta, in sicer Življenje svetih 40 mučencev, Življenje meniha Jakoba in Govor za cvetno nedeljo.
Supraseljski kodeks je nastal v vzhodni Bolgariji, najverjetneje v preslavski knjižni šoli v času prvega bolgarskega cesarstva (681 - 1018), natančneje v času vladanja carja Petra (927-969). Ni znano, kdaj in kako je rokopis zapustil bolgarska tla in zašel na Poljsko. Z vso verjetnostjo je bil rokopis del začetnega premoženja samostana Supraśl, morda kot darilo bizantinskega patriarha Joahima I.  Samostan je namreč že od samega začetka hranil rokopise, pozneje pa knjige. Baje je samostanska knjižnica že leta 1557 hranila preko 200 knjig, leta 1645 pa kar 587 knjig To knjižnico je leta 1823 raziskal ruski slavist Mikhail Bobrowski in v njej našel tudi ta kodeks. 

## Stiki s Kopitarjem
Bobrowski je takoj uvidel, da gre za izredno važno pričevanje slovanske zgodovine, zato je poslal fotografije nekaterih listov in prepis daljših odlomkov rokopisa v Sankt Peterburg, kjer so jih strokovnjaki preučili in nato izdali poglobljen študij z opisom dela  Ko je Jernej Kopitar, ki je takrat delal na Dunaju, slišal za rokopis, je prepričal Bobrowskega, da mu je poslal nekaj listov. S podatki iz teh listov je Kopitar podprl svojo teorijo o nastanku stare cerkvene slovanščine, ki jo je razvil v delu Glagolita Clozianus (izšlo leta 1836). Te liste je Kopitar fotografiral in vrnil Bobrowskemu v Vilnius, in ta mu je z zaupanjem poslal še eno pošiljko, in sicer sam začetek rokopisa, vsega 118 strani. Verjetno je Kopitar še študiral te liste, ko ga je doletela smrt (1844), zato se material nikoli ni povrnil v Vilnius. 

## Današnji lastniki rokopisa
Prvi del kodeksa, 118 listov, ki je ostal v Kopitarjevi knjižnici, je po njegovi smrti prešel v last Ljubljanskega Liceja in nato Narodne in univerzitetne knjižnice Slovenije, kjer se še danes nahaja v okviru Kopitarjeve zbirke slovanskih rokopisov. Drugi del je skoraj v celoti (151 listov) odkupila dinastija Zamoyski, čigar vidnejši predstavniki so bili izgnani po novembrski (1830) in po januarski vstaji (1863), in rokopisi so prešli v varstvo Narodne knjižnice v Varšavi, vendar le do druge svetovne vojne, ki je zabrisala vsako sled za njimi. Pojavili so se spet leta 1968 v ZDA v privatni lasti Herberta Moellerja, ki jih je odstopil Poljski narodni knjižnici. Preostalih 16 listov je bilo v privatni lasti do leta 1856, ko jih je odkupila Ruska narodna knjižnica iz Sankt Peterburga, ki jih še danes hrani.

## Natisi rokopisa
Supraseljski rokopis je študiralo veliko oseb, bodisi iz zgodovinskega kot iz jezikoslovnega stališča. Zaradi zanimanja, ki ga je ta kodeks zbudil med izvedenci v raznih strokah, je bil tudi večkrat objavljen. 
Rokopis je prvič objavil Fran Miklošič (Monumenta linguae palaeoslovenicae e codice Suprasliensi, Dunaj 1845), seveda samo tiste dele. ki jih je dobil (kot fotografije!) od Kopitarja. Bodisi zaradi slabo preglednih originalov (= fotografij), bodisi zaradi prevajalskih napak, se te izdaje smatrajo za netočne in so bile v naslednjih natisih popravljene.
Drugi natis kodeksa je pripravil leta 1904 Sergej Sever'janov in obsega celoten razpoložljiv rokopis pod naslovom Suprasal'skaja rukopis' (Pamjatniki staroslavjanskogo jazika), Sankt Peterburg 1904). Poleg staroslovanskega teksta so podani odlomki originalnih pridig v grščini, pa tudi nekateri izrazi iz drugih staroslovanskih tekstov. 
Ponatis Sever'janova je izšel leta 1956 v Grazu, z uporabo najnovejših tehnik fotografije.
Poslednja in najobširnejša izdaja je izšla leta 1982 v Bolgariji (Jordan Zaimov in Mario Capaldo: Supras'lski ili Retkov sbornik, Sofija 1982–1983). Vsakemu listu je priložena grška verzija teksta in fotografija drugih staroslovenskih tekstov z isto vsebino.
Na razpolago je tudi elektronska verzija Sever'janove izdaje (Corpus Cyrillo-Methodianum Helsingiense, 7-bit ASCII).

## Zanimivost
Zadnja stran rokopisa, oštevilčena 260, prinaša tudi sledeči zaključni stavek:
g(ospod)i pomilui ret'ka amin.
Večina izvedencev sodi, da se je s temi besedami podpisal kopist, ki naj bi se torej imenoval Ret'ko - odtod tudi poljudno imenovanje Retkov zbornik namesto bolj tehničnega Supraseljski kodeks.